# カルボン酸ハロゲン化物

カルボン酸ハロゲン化物の一般構造式

カルボン酸ハロゲン化物（カルボンさんハロゲンかぶつ、carboxylic halide）とは、有機化合物の分類の一つで、示性式がR−COX（X = F, Cl, Br, I）で表されるカルボン酸のハロゲン化物のことである。カルボン酸ハライド（carboxylic acid halide）とも言う。アシルハライド (acyl halide)の一種。 種々のカルボン酸誘導体やアシル誘導体を合成する際に用いられる。ハロゲンの種類により、カルボン酸フッ化物、カルボン酸塩化物、カルボン酸臭化物、カルボン酸ヨウ化物に分けられる。

## 命名法
カルボン酸塩化物を命名する場合、母体となるカルボン酸名の語尾 "—oic acid"、"—ic acid"、または "—carboxylic acid" を、それぞれ "—oyl chloride"、"—yl chloride"、または "—carbonyl chloride" に置き換える。フッ化物 "fluoride"、臭化物 "bromide"、ヨウ化物 "iodide" も同様である。日本語では「○○化」を前に置き、その後に "—yl" の部分を字訳する。
例
{\displaystyle {\ce {CH3CO2H}}} （酢酸：acetic acid、エタン酸：ethanoic acid）  
{\displaystyle {\ce {-> CH3COCl}}} （塩化アセチル：acetyl chloride、塩化エタノイル：ethanoyl chloride）

## 合成法
カルボン酸塩化物を合成する場合は一般に、母体となるカルボン酸に対して、塩化チオニルや塩化オキサリル、塩化ホスホリル、塩化スルフリル、三塩化リン、五塩化リンなどの求電子的ハロゲン化剤を反応させる。減圧蒸留により過剰分を除去しやすい塩化チオニルや塩化スルフリルが第一選択となる。
塩化ホスホリルや五塩化リンなどのリン化合物を用いると、生成するリン酸成分の除去が困難となる場合もある。また、塩化ホスホリルや五塩化リンは法規制のため入手しにくいという問題もある。
カルボン酸ブロミドは三臭化リンなどを用いて合成する。

## 反応
塩基（ピリジンなど）の存在下、種々の求核剤と反応させるとそれぞれのカルボン酸誘導体となる。
- アルコールと反応させると対応するエステルを与える。

- アンモニアおよびアミンと反応させると対応するアミドを与える。

- 水と反応させると母体となったカルボン酸とハロゲン化水素へと加水分解される。

- カルボキシラートイオンと反応させるとカルボン酸無水物を与える。

- ギルマン試薬と反応させると対応するケトンを与える。

{\displaystyle {\ce {{R-C(=O)-Cl}+ R'2CuLi -> R-C(=O)-R'}}}
- 塩化アルミニウムなどのルイス酸の作用により、芳香族化合物に対し求電子置換反応を行う。（フリーデル・クラフツ反応）

ほか、ローゼムント還元により、アルデヒドの原料となる。アーント・アイシュタート合成により、メチレン基が1個増えたカルボン酸に変換される。